# ناثانيل أرسكين-سميث
ناثانيل أرسكين-سميث هو محامي وسياسي كندي، ولد في 15 يونيو 1984 في تورونتو في كندا. نشط حزبياً في الحزب الليبرالي الكندي. في الانتخابات الفيدرالية الكندية 2015، انتخب عضو مجلس العموم الكندي عن دائرة Beaches—East York (federal electoral district) ‏ وقد انضم خلال فترته النيابية ‏ (19 أكتوبر 2015 – ) للكتلة البرلمانية الحزب الليبرالي الكندي.

## وصلات خارجية
- الموقع الرسمي